# 2000 w grach komputerowych
| Skróty platform | Skróty platform                                  |
| --------------- | ------------------------------------------------ |
| DC              | Dreamcast                                        |
| Droid           | Android                                          |
| DS              | Nintendo DS                                      |
| GB              | Game Boy                                         |
| GBA             | Game Boy Advance                                 |
| GBC             | Game Boy Color                                   |
| GCN             | GameCube                                         |
| iOS             | iOS                                              |
| Lin             | komputer osobisty z systemem operacyjnym Linux   |
| Mac             | komputer osobisty Mac                            |
| N64             | Nintendo 64                                      |
| NS              | Nintendo Switch                                  |
| PC              | komputer osobisty                                |
| PS1             | PlayStation                                      |
| PS2             | PlayStation 2                                    |
| PS3             | PlayStation 3                                    |
| PS4             | PlayStation 4                                    |
| PS5             | PlayStation 5                                    |
| PSP             | PlayStation Portable                             |
| PSVita          | PlayStation Vita                                 |
| Wii             | Wii                                              |
| WiiU            | Wii U                                            |
| Win             | komputer osobisty z systemem operacyjnym Windows |
| X360            | Xbox 360                                         |
| XONE            | Xbox One                                         |
| Xbox            | Xbox                                             |
| XSX             | Xbox Series                                      |

Artykuł opisuje ważne wydarzenia w 2000 roku w branży gier komputerowych. Zobacz też: historia gier komputerowych.
W roku 2000 ukazało się wiele gier wideo, a także zadebiutowała konsola PlayStation 2. Krytycznie docenione gry, które pierwotnie wydano w 2000 roku, to m.in. kontynuacje takie jak:
- 29 lutego – Dead or Alive 2 (DC)
- 29 lutego – Resident Evil Code: Veronica (DC)
- 29 lutego – Tony Hawk’s Skateboarding (GBC, N64)
- 22 marca – Tzar: Ciężar korony (PC)
- 31 marca – EverQuest: The Ruins of Kunark (PC)
- 30 kwietnia – Ultima Online: Renaissance (PC)
- 15 maja – Vagrant Story (PS)
- 22 maja – Perfect Dark (N64)
- 13 czerwca – Shogun: Total War (PC)
- 29 czerwca – Diablo II (PC)
- 29 czerwca – Icewind Dale (PC)
- 29 czerwca – Tony Hawk's Pro Skater (DC)
- 30 czerwca – Homeworld: Cataclysm (PC)
- 7 lipca – Final Fantasy IX (Japonia) (PS)
- 16 lipca – Traffic Giant (PC)
- 16 sierpnia – Chrono Cross (PS)
- 24 sierpnia – Age of Empires II: The Conquerors (PC)
- 27 sierpnia – The Sims: Livin' Large (PC)
- 19 września – Tony Hawk’s Pro Skater 2 (PS)
- 22 września – Midtown Madness 2 (PC)
- 24 września – Baldur’s Gate II: Cienie Amn (PC)
- 30 września – Rollercoaster Tycoon: Zwariowane krajobrazy (PC)
- 10 października – Carmageddon TDR 2000 (PC)
- 21 października – Command & Conquer: Red Alert 2 (PC)
- 22 października – Quake III Arena (DC)
- 25 października – Dead or Alive 2: Hardcore (PS2)
- 26 października – Tekken Tag Tournament (PS2)
- 31 października – Tony Hawk’s Pro Skater 2 (PC)
- 7 listopada – Tony Hawk's Pro Skater 2 (DC)
- 8 listopada – Counter-Strike (pudełkowa wersja PC)
- 8 listopada – Escape from Monkey Island (PC)
- 9 listopada – The Operative: No One Lives Forever (PC)
- 13 listopada – Kessen (PS2)
- 13 listopada – Skies of Arcadia (DC)
- 14 listopada – Final Fantasy IX (Ameryka Północna) (PS)
- 16 listopada – The Longest Journey (PC)
- 20 listopada – Banjo-Tooie (N64)
- 23 listopada – MechWarrior 4: Vengeance (PC)
- 23 listopada – Kangurek Kao (PC)
- 4 grudnia – EverQuest: The Scars of Velious (PC)
- 15 grudnia – "Project I.G.I.: I’m Going In" (PC)
- 18 grudnia – Quake III: Team Arena (PC)
- Madden NFL 2001(inne języki)
- NBA Live 2001(inne języki)
- NBA 2K1(inne języki)
- WWF SmackDown! 2: Know Your Role(inne języki)
- Dragon Quest VII(inne języki)
- Metal Gear: Ghost Babel(inne języki)
- NFL 2K1(inne języki)
- Resident Evil – Code: Veronica
- Spyro: Year of the Dragon
- The Legend of Zelda: Majora's Mask
- dokładna data wydania nieznana - Bridge Builder (Windows, Linux, Mac OS)
- dokładna data wydania nieznana - Excitebike 64

Nowe gry:
- 31 stycznia – The Sims (PC)
- 26 czerwca – Deus Ex (PC)
- 23 listopada – Hitman: Codename 47 (PC)
- Jet Set Radio
- Perfect Dark(inne języki)
- Sin and Punishment(inne języki)
- Skies of Arcadia(inne języki)
- SSX(inne języki)
- Vagrant Story

Wśród nowych marek (IP), pojawiły się takie tytuły jak: Deus Ex, Hitman, ,  , The Sims,,  oraz . Najlepiej sprzedającymi się grami na konsole domowe na świecie w tym roku były ponownie gry z serii Pokémon - już trzeci rok z rzędu (od 1998 roku). Z kolei najbardziej dochodową grą arcade w Japonii był Virtua Striker 2.

## Sprzętowe premiery
Lista sprzętu związanego z grami, który został wydany w 2000 roku.
| Miesiąc     | Dzień   | Platforma             |
| ----------- | ------- | --------------------- |
| Marzec      | 4       | PlayStation 2JP       |
| Lipiec      | 7       | PS One                |
| Październik | 26      | PlayStation 2NA       |
| Listopad    | 24      | PlayStation 2EU       |
| Listopad    | 30      | PlayStation 2AU       |
| Grudzień    | 9       | WonderSwan ColorJP    |
| Unknown     | Unknown | Sega NAOMI 2 (arcade) |

- Bandai – przenośna konsola WonderSwan Color w Japonii
- Sega – Naomi 2
- Toymax – Activision TV Games

## Ważne wydarzenia

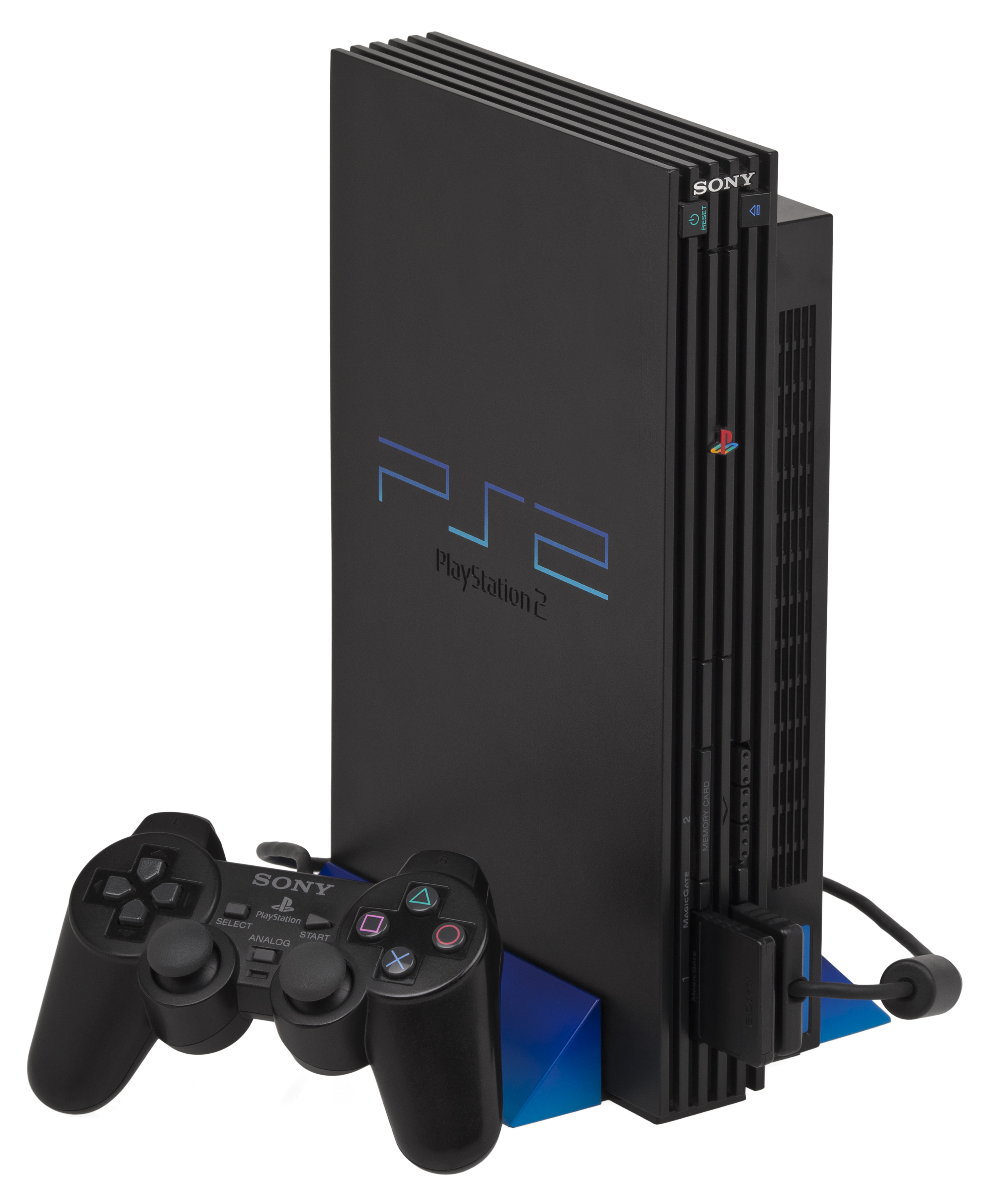
Konsola do gier PlayStation 2 z kontrolerem DualShock 2

| Miesiąc     | Dzień/Dni | Wydarzenie |
| ----------- | --- | --- |
| Styczeń     | 7 | Wydawnictwo ASC Games zostało zamknięte z powodu problemów finansowych wynikających z ciągłego opóźniania premiery ich nadchodzącej gry Werewolf: The Apocalypse – The Heart of Gaia. |
| Styczeń     | Digital Illusions CE przejmuje Refraction Games oraz 90% udziałów w Synergenix Interactive.                       | |
| Luty        | 4 | Odbywają się pierwsze coroczne Mistrzostwa Dreamcast, z grą Sonic Adventure jako głównym tytułem. |
| Luty        | Electronic Arts przejmuje DreamWorks Interactive, dział gier DreamWorks SKG, przekształcając go w EA Los Angeles. | |
| Marzec      | | Game Network organizuje drugą edycję corocznego Festiwalu Gier Niezależnych (Independent Games Festival, IGF). |
| Kwiecień    | 14 | Reuters donosi, że konsola PlayStation 2 miała zostać objęta kontrolą eksportową przez japońskie Ministerstwo Handlu, ponieważ jej zaawansowanie technologiczne umożliwiało potencjalne zastosowania wojskowe.                                                                                              |
| Kwiecień    | Nintendo sprzedało swoją 100-milionową konsolę przenośną Game Boy / Game Boy Color.                               | |
| Maj         | 11 | Akademia Sztuk i Nauk Interaktywnych (AIAS) zorganizowała trzecią ceremonię wręczenia Nagród za Osiągnięcia Interaktywne i wprowadziła Hironobu Sakaguchiego ze Square Enix do Galerii Sław AIASe. |
| Maj         | 11-13 | szósta coroczna wystawa Electronic Entertainment Expo (E3³); trzecie coroczne rozdanie nagród Game Critics Awards za najlepsze gry targów E3³ |
| Maj         | 24 | Studio Looking Glass zostało zamknięte. |
| Czerwiec    | 19 | Microsoft przejął Bungie. |
| Czerwiec    | 26 | Computer Game Developers Association zmienił nazwę na International Game Developers Association (Międzynarodowe Stowarzyszenie Twórców Gier). |
| Czerwiec    | 30 | System Satellaview od Nintendo zakończył emisję transmisji. |
| Czerwiec    | Sony przejęło Verant Interactive.                                                                                 | |
| Lipiec      | | Interactive Entertainment Merchants Association hosts first annual Executive Summit. |
| Sierpień    | 31 | THQ przejęło Volition. |
| Sierpień    | Ubi Soft przejął Red Storm Entertainment.                                                                         | |
| Wrzesień    | 10 | Sega.com uruchomiła SegaNet, swoją sieć do grania online na konsolach. |
| Październik | 7-15 | W Korei Południowej odbył się The World Cyber Games. |
| Listopad    | 12 | Park rozrywki Sega World Sydney został na stałe zamknięty po trzech latach działalności. |
| Grudzień    | 15 | Nvidia przejęła 3dfx Interactive. |
| Nieznana    | Nieznana | BAFTA (British Academy of Film and Television Arts) prowadził czwarte rozdanie nagród BAFTA Interactive Awards za osiągnięcia w dziedzinie multimediów. 7 z 20 nagród powędrowało do gier komputerowych. Nagrodzony został również David Bowie za częściowy wkład w grę komputerową Omikron: The Nomad Soul |
| Nieznana    | Nieznana | Mattel sprzedał firmę The Learning Company grupie Gores Technology Group. |
| Nieznana    | Nieznana | All of Sega's internal consumer research & development divisions become individual developer companies. |
| Nieznana    | Nieznana | Powstała firma 21-6 Productions. |
| Nieznana    | Nieznana | Powstała firma PopCap Games. |
| Nieznana    | Nieznana | Powstała firma Yeti Interactive. |
| Nieznana    | Nieznana | Powstała firma Team Liquid. |
| Nieznana    | Nieznana | NPD Group, Inc. podał, że Electronic Arts jest pierwszym wydawcą gier w Stanach Zjednoczonych zaraz przed Infogrames Entertainment SA |
| Nieznana    | Nieznana | |

### Biznes
- Electronic Arts Inc. kupił DreamWorks Interactive, LLC (oddział gier DreamWorks SKG)
- Infogrames, Inc. kupił Hasbro Interactive, Inc. (włączając oddział Game.com i prawa do nazwy Atari) oraz Paradigm Entertainment, Inc.
- Microsoft Corporation wykupił Bungie Software Products Corp.
- nVidia Corporation kupuje 3dfx Interactive, Inc.
- Sony Corporation kupuje Verant Interactive, Inc.
- Looking Glass Studios zbankrutował
- THQ Inc. kupuje Volition
- Ubi Soft Entertainment, Inc. kupił Red Storm Entertainment, Inc.
- SNK zbankrutował
- 21-6 zostało założone Productions
- AM5 zmienił nazwę na Sega Rosso
- Smilebit zostało założone
- Yeti Interactive zostało założone
- Mattel, Inc. sprzedał Learning Co. firmie Gores Technology Group
- Wszystkie oddziały SEGI dotyczące rozwoju stały się oddzielnymi firmami
- Midway / Williams zapowiedział zgłoszenie do sądu w sprawie marki Atari Games

### Procesy sądowe
- Nintendo of America, Sega America, Electronic Arts, Inc kontra Yahoo!, Inc.; Proces przeciwko bezczynności Yahoo! wobec sprzedaży nielegalnych kopii gier i oprogramowania na aukcjach internetowych w serwisie Yahoo! Auctions. Proces został zakończony w 2001 z nakazem współdziałania przeciwko piractwu dla Yahoo!
- Nintendo wydało około 80 milionów dolarów odszkodowań dla około miliona dzieci po zgłoszeniach o poważnych kontuzjach ręki po graniu w Mario Party (na N64)